# Wielsbeke
Wielsbeke est une commune néerlandophone de Belgique située en Région flamande dans la province de Flandre-Occidentale.

## Histoire
La gare de Wielsbeke est mise en service le 20 décembre 1868, par l'administration des chemins de fer de l'État-Belge lorsqu'elle ouvre à l'exploitation la ligne d'Ingelmunster à Anzegem (66A). Le service des voyageurs est fermé le 8 octobre 1950 et celui des marchandises en 1968.
Le village fut défendu par le 13e régiment de ligne de la 8e division d'infanterie du 22 au 26 mai 1940. La commune de Wielsbeke a donné le nom de ce régiment à une des rues les plus proches de la Lys, où se produisirent les combats les plus violents entre les soldats l'armée belge et le régiment d'infanterie allemand : 60 soldats furent tués à la fin de l'avant-midi du 25 mai.

## Géographie

### Sections de la commune
La commune est formée des communes fusionnées de Wielsbeke, Ooigem et Sint-Baafs-Vijve. Elles se trouvent sur la rive gauche de la Lys. Ooigem est située en amont des deux autres sections et est séparée de Wielsbeke par le canal Roulers-Lys. Sint-Baafs-Vijve se trouve en aval par rapport à Wielsbeke.
| # | Section                | Superf. (km2) | Habitants (2020) | Habitants par km2 | Code INS |
| - | ---------------------- | ------------- | ---------------- | ----------------- | -------- |
| 1 | Wielsbeke (I)          | 8,71          | 3 944            | 453               | 37017A   |
| 2 | Ooigem (II)            | 4,56          | 3 443            | 755               | 37017B   |
| 3 | Sint-Baafs-Vijve (III) | 8,64          | 2 446            | 283               | 37017C   |

### Carte

Wielsbeke, communes fusionnées et voisines. Les zones en jaune représentent les surfances bâties.

### Communes limitrophes
- a. Wakken (commune de Dentergem)
- b. Markegem (commune de Dentergem]
- c. Oostrozebeke (commune d'Oostrozebeke)
- d. Hulste (ville de Harelbeke)
- e. Bavikhove (ville de Harelbeke)
- f. Beveren (ville de Waregem)
- g. Desselgem (ville de Waregem)
- h. Sint-Eloois-Vijve (ville de Waregem)
- i. Zulte (commune de Zulte)

## Héraldique
|  | La commune possède des armoiries qui lui ont été octroyées le 11 février 1981. Ce sont les armoiries de Vive-Saint-Bavon sans support. Wielsbeke et Vive-Saint-Bavon utilisent les mêmes armes sur leurs sceaux du XVIIIe siècle, tous deux appartenant aux barons d’Ingelmunster. Les armoiries de Vive-Saint-Bavon lui avaient été octroyées le 28 février 1961. Ce sont les armoiries de la famille de Plotho, les barons d’Ingelmunster, propriétaires des domaines de Vive-Saint-Bavon et Wielmunster de 1583 à 1799. Blasonnement : Partis 1 et 4 d'argent à un muguet, 2 et 3 représentent un Maure, ceint et couronné d'or, vêtu de sinople, les bras nus et croisés derrière le corps ; bouclier de cœur : une tête de cerf de couleur naturelle en paresse, parsemée de queues d'hermine d'argent. (Traduction libre) Source du blasonnement : Heraldy of the World. |

## Démographie

### Évolution démographique: avant la fusion des communes
- Sources : INS, Rem. : 1831 jusqu'en 1970 = recensements, 1976 = nombre d'habitants au 31 décembre[4].

### Évolution démographique: commune fusionnée
- Source : DGS, de 1831 à 1981 = recensements population ; à partir de 1990 = nombre d'habitants chaque 1er janvier[5].